# Cyphia
- Commons
- Wikispecies

Cyphia é um gênero botânico pertencente à família Campanulaceae.

## Taxonomia
O género foi descrito por Peter Jonas Bergius e publicado em Descriptiones Plantarum ex Capite Bonae Spei, ... 172. 1767. A espécie-tipo é Cyphia bulbosa (L.) Bergam.